# Gare de Mamer
La gare de Mamer est une gare ferroviaire luxembourgeoise de la ligne 5, de Luxembourg à Kleinbettingen et frontière, sur le territoire de la commune de Mamer, dans le canton de Capellen.
Elle est mise en service en 1859 par la Compagnie des chemins de fer de l'Est, l'exploitant des lignes de la Société royale grand-ducale des chemins de fer Guillaume-Luxembourg. C'est une gare de la Société nationale des chemins de fer luxembourgeois (CFL), desservie par des trains Regionalbunn (RB) uniquement.

## Situation ferroviaire
Établie à 303 mètres d'altitude, la gare de Mamer est située au point kilométrique (PK) 9,768 de la ligne 5 de Luxembourg à Kleinbettingen et la frontière, entre les gares de Mamer-Lycée et de Capellen.

## Histoire
La station de Mamer est mise en service par la Compagnie des chemins de fer de l'Est, l'exploitant des lignes de la Société royale grand-ducale des chemins de fer Guillaume-Luxembourg, lors de l'ouverture à l'exploitation la ligne de Luxembourg à Kleinbettingen et à la frontière belge le 15 septembre 1859.

## Service des voyageurs

### Accueil
Gare CFL, elle dispose d'un bâtiment voyageurs, sans personnel ni guichet, avec une salle d'attente. La gare est équipée d'un automate pour l'achat de titres de transport. 
Un souterrain permet la traversée des voies et le passage d'un quai à l'autre.

### Desserte
Mamer est desservie par des trains Regional-Express (RE) et Regionalbunn (RB) de la ligne Luxembourg - Kleinbettingen - Arlon,.

### Intermodalité
Un parc pour les vélos (7 places) et un parking pour les véhicules (49 places) y sont aménagés. La gare n'est pas desservie de façon directe par le RGTR, l'arrêt le plus proche (Mamer, Eisebunnsbréck) desservi par la ligne 821 est situé à plus de 200 m de la gare.